# Fjordkraftligaen
Fjordkraftligaen er den øverste division for ishockey i Norge og administreres af Norges Ishockeyforbund. I Champions Hockey League, hvor sponsornavne er ulovlige, er det officielle navn Ligaen. El-salgsselskabet Fjordkraft har været hovedsponsor for ligaen siden 2020/21 sæsoner . Ligaens navn var GET-ligaen fra 2007 til navneændringen i 2020. Serien har tidligere haft navnene  Hovederien  ( 1934/35 - 1960 / 61),  1. division  ( 1961/62 - 1989/90,  Eliteserien  ( 1990/91 - 2003/04) og  UPC ligaen  ( 2004 / 05 - 2006/07) og GET Ligaen ( 2007/08 - 2019 / 20).
Fjordkraft ligaen består af 10 hold (norsk:Eliteserielag), de spiller fem kampe mod hver modstander i løbet af en sæsonen, de strækker sig fra september til marts. Således spiller hvert hold 45 kampe i løbet af en sæson. Holdene rangeres efter antallet af point (tre for sejr i ordinær tid, to for sejr i sudden death, et for tab i sudden death og nul for tab i ordinær tid) i slutningen af sæsonen. Hvis to eller flere hold ender med samme score, bestemmes placeringen af gensidige resultater.
Vinderen vælges som ligamester (Norsk: Seriemester) og kvalificerer sig sammen med de næste syv hold til Norsk mesterskab. De to svagest placerede hold i slutningen af sæsonen skal spille Kvalifikation til Fjordkrafligaen mod de hold, der ender på de to øverste placeringer i 1. division.

## Hold sæson 2020/21
| \| Hold \| By \| Arena \| Kapacitet \| \| \| Nuværende hold \| Nuværende hold \| Nuværende hold \| Nuværende hold \| Nuværende hold \| \| ------------------ \| -------------- \| --------------- \| -------------- \| -------------- \| \| Frisk Asker \| Asker \| Askerhallen \| 2,800 \| \| \| Grüner \| Oslo \| Grünerhallen \| 600 \| \| \| Lillehammer \| Lillehammer \| Eidsiva Arena \| 3,194 \| \| \| Manglerud Star \| Oslo \| Manglerudhallen \| 2,000 \| \| \| Sparta Sarpsborg \| Sarpsborg \| Sparta Amfi \| 4,000 \| \| \| Stavanger Oilers \| Stavanger \| DNB Arena \| 4,377 \| \| \| Stjernen \| Fredrikstad \| Stjernehallen \| 2,473 \| \| \| Storhamar \| Hamar \| CC Amfi \| 7,500 \| \| \| Ringerike Panthers \| Hønefoss \| Schjongshallen \| 1,700 \| \| \| Vålerenga \| Oslo \| Jordal Amfi \| 5,300 \| \| - Bergen - Comet - Forward/Gamlebyen - Furuset FIF (konkurs i 2003, genopstået som Furuset) - Hasle-Løren - Lørenskog - LM-90 (lagt ned i 1993) - Lambertseter Hockeyklubb (lagt ned i 1990) - Rosenborg (Rosenborg Elite lagt ned i 2014) - Stavanger-Viking (konkurs i 2001) - Trondheim Ishockeyklubb (konkurs i 2008) - Tønsberg Vikings - Narvik Ishockeyklubb - Spektrum Flyers (flytte til Bergen og omdøbt til Bergen Flyers, gik konkurs i 2005) - Viking Ishockeyklubb (konkurs i 1996) - Kongsvinger Knights (konkurs i 2018, genopstået som Kongsvinger IL Ishockey) |             |                 |           |
| Hold | By          | Arena           | Kapacitet |
| Nuværende hold |             |                 |           |
| Frisk Asker | Asker       | Askerhallen     | 2,800     |
| Grüner | Oslo        | Grünerhallen    | 600       |
| Lillehammer | Lillehammer | Eidsiva Arena   | 3,194     |
| Manglerud Star | Oslo        | Manglerudhallen | 2,000     |
| Sparta Sarpsborg | Sarpsborg   | Sparta Amfi     | 4,000     |
| Stavanger Oilers | Stavanger   | DNB Arena       | 4,377     |
| Stjernen | Fredrikstad | Stjernehallen   | 2,473     |
| Storhamar | Hamar       | CC Amfi         | 7,500     |
| Ringerike Panthers | Hønefoss    | Schjongshallen  | 1,700     |
| Vålerenga | Oslo        | Jordal Amfi     | 5,300     |

## Seriemestere
Seriemesteren blev også udnævnt til norsk mester i årene 1935, 1936, 1948–1959, 1961–1963, 1965, 1966 og 1969–1971. For de norske mestere i ishockey, se Norsk ishockey mesterskab for mænd
- 1934/35 – Trygg
- 1935/36 – Grane
- 1936/37 – Grane
- 1937/38 – Trygg
- 1938/39 – Grane
- 1939/40 – Grane
- 1945/46 – Forward
- 1946/47 – Mode
- 1947/48 – Strong
- 1948/49 – Furuset Ishockey
- 1949/50 – Gamlebyen
- 1950/51 – Furuset Ishockey
- 1951/52 – Furuset
- 1952/53 – Gamlebyen
- 1953/54 – Furuset
- 1954/55 – Gamlebyen
- 1955/56 – Gamlebyen
- 1956/57 – Tigrene
- 1957/58 – Gamlebyen
- 1958/59 – Gamlebyen
- 1959/60 – Gamlebyen
- 1960/61 – Tigrene
- 1961/62 – Vålerenga
- 1962/63 – Vålerenga
- 1963/64 – Vålerenga
- 1964/65 – Vålerenga
- 1965/66 – Vålerenga
- 1966/67 – Vålerenga
- 1967/68 – Vålerenga
- 1968/69 – Vålerenga
- 1969/70 – Vålerenga
- 1970/71 – Vålerenga
- 1971/72 – Hasle-Løren
- 1972/73 – Hasle-Løren
- 1973/74 – Frisk Asker
- 1974/75 – Hasle-Løren
- 1975/76 – Frisk Asker
- 1976/77 – Frisk Asker
- 1977/78 – Frisk Asker
- 1978/79 – Furuset
- 1979/90 – Vålerenga
- 1980/81 – Furuset
- 1981/82 – Vålerenga
- 1982/83 – Furuset
- 1983/84 – Sparta
- 1984/85 – Vålerenga
- 1985/86 – Sparta
- 1986/87 – Stjernen
- 1987/88 – Vålerenga
- 1988/89 – Trondheim Ishockeyklubb
- 1989/90 – Furuset
- 1990/91 – Vålerenga
- 1991/92 – Vålerenga 1. Del (2. Del Trondheim)
- 1992/93 – 1. Del Vålerenga ( 2. Del Storhamar)
- 1993/94 – 1. Del Storhamar ( 2. Del Vålerenga)
- 1994/95 – Storhamar
- 1995/96 – Vålerenga
- 1996/97 – Storhamar
- 1997/98 – Vålerenga
- 1998/99 – Vålerenga
- 1999/00 – Vålerenga
- 2000/01 – Storhamar
- 2001/02 – Vålerenga
- 2002/03 – Vålerenga
- 2003/04 – Storhamar
- 2004/05 – Vålerenga
- 2005/06 – Storhamar
- 2006/07 – Vålerenga
- 2007/08 – Frisk Asker
- 2008/09 – Sparta
- 2009/10 – Vålerenga
- 2010/11 – Sparta
- 2011/12 – Stavanger Oilers
- 2012/13 – Vålerenga
- 2013/14 – Vålerenga
- 2014/15 – Stavanger Oilers
- 2015/16 – Stavanger Oilers
- 2016/17 – Stavanger Oilers
- 2017/18 – Storhamar
- 2018/19 – Vålerenga
- 2019/20 – Stavanger Oilers
- 2020/21 – Frisk Asker

- I sæsonerne 1990/91, 1991/92, 1992/93 og 1993/94 blev en "seriemester" opkaldt efter gruppespillet og en "eliteseriemester", skrevet i parentes, i det andet gruppespil, da de to værste hold var taget ud af ligaen.

## Eksterne links
- Officiel hjemmeside Arkiveret 22. oktober 2020 hos  Wayback Machine